# Slavko Mađer
Slavko Mađer ( Hrtkovci, 13.08.1922. – Novi Marof, 24.09.1946.) hrvatski književnik, rođen u srijemskom selu Hrtkovci u općini Ruma. Pisac je lirskih pjesama. 
Stariji je brat književnika Miroslava Mađera.

## Djela
- Lovac mirisa, 1994.
- Izabrana djela, 1984. (u zbirci su i Miroslav Slavko Mađer, Branislav Zeljković, Stanko Juriša, Zlatko Tomičić)
- Izabrana djela, 1969. (zajedno s Miroslavom Slavkom Mađerom)

Svojim djelima izborio je mjesto u antologiji hrvatskog pjesništva druge polovice 20. stoljeća Skupljena baština, prireditelja Stijepa Mijovića Kočana.
Svojim djelima je ušao u Krilata riječ prireditelja Jure Franičevića Pločara i Živka Jeličića iz 1978., Vječne pjesme Hrvatske prireditelja Miroslava Slavka Mađera iz 2004., Suvremeno hrvatsko pjesništvo prireditelja Zvonimira Mrkonjića iz 1971., Antologija hrvatske poezije dvadesetog stoljeća : od Kranjčevića do danas prireditelja Slavka Mihalića, Josipa Pupačića i Antuna Šoljana iz 1966.
Njemu u čast se zove kulturno-umjetničko društvo iz Cerića.